# Gare de Derval
La gare de Derval est une gare ferroviaire française, aujourd’hui fermée, ligne de Saint-Vincent-des-Landes à Massérac, située sur la commune de Derval, dans le département de la Loire-Atlantique en région Pays de la Loire.

## Situation ferroviaire
Établie à 34 mètres d'altitude, la gare de Derval est située au point kilométrique (PK) 381,45 de la ligne de Saint-Vincent-des-Landes à Massérac, entre la gare de Beslé (ouverte) et celle de Saint-Vincent-des-Lande (fermée).

## Histoire
La gare de Derval fut officiellement inaugurée en 1882, constituant un jalon significatif dans l’histoire de la commune. Cet équipement ferroviaire permit un acheminement plus efficient des marchandises, particulièrement des denrées agricoles, tout en optimisant les échanges postaux grâce à l’implantation d’une boîte aux lettres mobile. Dès lors, Derval se trouva reliée aux principales cités de la région, telles que Nantes, Rennes, Redon et Châteaubriant, supplantant peu à peu la diligence comme mode de transport privilégié pour les déplacements à longue distance.
Cependant, la ligne ferroviaire reliant Redon à Châteaubriant, considérée comme peu profitable, vit son trafic voyageurs et marchandises interrompu en 1952. Toutefois, une réouverture éphémère intervint en 1954 afin de pallier les nécessités logistiques engendrées par une récolte pommicole exceptionnelle dans la contrée. Passé cet ultime épisode, l'infrastructure cessa irrévocablement toute exploitation ferroviaire.
Après sa cessation d’activité, la gare de Derval fit l’objet d’une réaffectation en habitation, permettant ainsi la conservation partielle de son architecture originelle. L’édifice de l’ancien entrepôt aux marchandises demeure perceptible, sis à proximité de l’ancienne gare. De nos jours, le site a été incorporé au parcours de randonnée pédestre dénommé « Circuit de la Gare », d’une longueur de 9,6 kilomètres, offrant aux visiteurs l’opportunité d’appréhender divers éléments du patrimoine local.